# Stillahavs-spetsnoshaj
Stillahavs-spetsnoshaj (Rhizoprionodon longurio) är en hajart som först beskrevs av Jordan och Gilbert 1882.  Stillahavs-spetsnoshaj ingår i släktet Rhizoprionodon och familjen revhajar. Inga underarter finns listade i Catalogue of Life.
Arten förekommer i Stilla havet väster om Nord-, Central- och Sydamerika. Den dyker till ett djup av 100 meter. Utbredningsområdet sträcker sig från södra Kalifornien till Peru. De största exemplaren är 154 cm långa. Honor blir könsmogna vid en längd av cirka 103 cm och hannar vid 58 till 69 cm. Honor lägger inga ägg utan föder 2 till 5 levande ungar. De är vid födelsen cirka 35 cm långa.
Flera exemplar hamnar som bifångst i fiskenät. Populationen minskar. IUCN kategoriserar arten globalt som sårbar.